# Discocainia
Discocainia J. Reid & A. Funk – rodzaj grzybów z typu workowców (Ascomycota).

## Systematyka i nazewnictwo
Pozycja w klasyfikacji według Index Fungorum
Rhytismataceae, Rhytismatales, Leotiomycetidae, Leotiomycetes, Pezizomycotina, Ascomycota, Fungi.
Gatunki występujące w Polsce
- Discocainia laciniata (Alb. & Schwein.) Tork. & Eckblad 1977

Wykaz gatunków (nazwy naukowe) na podstawie Index Fungorum. Wykaz gatunków według M.A. Chmiel.